# Obligation pure et simple
 (mars 2012).
Si vous disposez d'ouvrages ou d'articles de référence ou si vous connaissez des sites web de qualité traitant du thème abordé ici, merci de compléter l'article en donnant les références utiles à sa vérifiabilité et en les liant à la section « Notes et références ».
En droit civil français, l'obligation pure et simple est celle qui n'est affectée d'aucune modalité. Elle ne comporte aucun terme ni aucune condition. Sa naissance et son exigibilité interviennent donc concomitamment, lors de la conclusion du contrat.

## En droit québécois
En droit québécois, l'obligation pure et simple est mentionnée au second alinéa de l'article 1372 du Code civil du Québec. D'après l'article 1503 C.c.Q., l'obligation conditionnelle a tout son effet (elle devient pure et simple) lorsque le débiteur obligé sous telle condition en empêche l’accomplissement.